# Beat (gatunek muzyczny)
Beat, bit – nurt muzyki rozrywkowej obejmujący gatunki muzyczne charakteryzujące się wyeksponowanym rytmem i prostotą melodyczną i harmoniczną. W jego skład wchodzą m.in. rock and roll, rhythm and blues, madison czy twist. Nurt ten był popularny w latach 60. XX wieku.
Bywa utożsamiany z bigbitem, czyli pop-rockowym nurtem muzyki w krajach bloku wschodniego, w Polsce i Czechosłowacji nazywanym bigbitem lub big beatem, na Węgrzech beatem, a w Związku Radzieckim wykonywanym przez tzw. zespoły wokalno-instrumentalne (ВИА) bez specyficznej nazwy.   
Z muzyką beat wiąże się zjawisko beat boomu w Wielkiej Brytanii, czyli masowego powstawania zespołów grających tego typu muzykę, zwaną tam Mersey soundem (merseybeatem). Muzyka beat z drugiej połowy lat 50. XX wieku była pewnym odświeżeniem popularności wczesnego rocka, który wówczas tracił na popularności w Stanach Zjednoczonych. W połowie lat 60. to brytyjska muzyka beat stała się dominującym nurtem pop-rocka, a jej czołowymi wykonawcami byli The Beatles. Konsekwencją tego było zjawisko brytyjskiej inwazji muzycznej i beatlemanii, a także powstanie i popularyzacja nowych grup wykraczających poza ramy muzyki beat, takich jak The Rolling Stones.